# École de bibliothéconomie et des sciences de l'information de l'Université de Montréal
L'École de bibliothéconomie et des sciences de l'information (EBSI) est une école professionnelle de l'enseignement supérieur québécois en sciences de l'information et des bibliothèques, département de la Faculté des arts et des sciences de l'Université de Montréal. Elle est située à Montréal (Québec). Elle est l'unique établissement francophone d'Amérique du Nord décernant la maîtrise en sciences de l'information agréée par l'American Library Association.

## Histoire

### L'École de bibliothécaires (1937-1961)
L'histoire de l'EBSI remonte à la fondation de l'École de bibliothécaires en 1937 par deux religieux, les pères Paul-Aimé Martin et Emile Deguire, et deux laïques, Marie-Claire Daveluy et Aegidius Fauteux. À partir de 1945, celle-ci offre un baccalauréat en bibliothéconomie et bibliographie pour ceux et celles qui détiennent préalablement un baccalauréat es arts d'un collège classique. Entre 1945 et 1962, 137 personnes obtiennent ce diplôme qui assure une formation reposant sur la bibliographie, la classification, le catalogage et l'organisation des bibliothèques. Bien qu'affiliée à l'Université de Montréal, l'École des bibliothécaires n'est pas pleinement intégrée à cette dernière; elle bénéficie pas d'une direction à temps plein et demeure fragile,. Les cours du programme de baccalauréat sont d'abord dispensés à la Bibliothèque municipale de Montréal; ils seront offerts par la suite à l'École normale Jacques-Cartier, puis à l'École du Plateau. De 1958 à 1962, la formation est donnée dans une salle de l'Université de Montréal.

### L'École de bibliothéconomie (1961-1984)
En 1961, l'École est formellement intégrée à l'Université de Montréal sous le nom d'École de bibliothéconomie, avec le soutien du recteur Mgr Irénée Lussier qui s'appuie sur une étude portant sur la faisabilité et l'organisation d'une école universitaire de bibliothécaires; cette analyse est réalisée par Georges Cartier, directeur de la bibliothèque du Collège Sainte-Marie de Montréal : « la nécessité d'une école de bibliothéconomie de langue française, école accréditée, appara[issai]t donc de première importance et de toute urgence pour la profession et le développement actuel et prochain des bibliothèques dans la province de Québec9 »,. La nouvelle École de bibliothéconomie vise désormais à former des bibliothécaires professionnels pour le Québec et les francophones du Canada en proposant un baccalauréat d'une année. Laurent-G. Denis, auparavant directeur adjoint de la bibliothèque du Collège militaire royal de Saint-Jean, devient le premier directeur de l'école. Deux professeures sont engagées : Paule Rolland-Thomas, qui œuvrait à l'Office national du film, ainsi que Liana Van derBellen, des bibliothèques de McGill. Le programme d'études, suivant la recommandation de Georges Cartier, s'inspire du modèle des écoles canadiennes et américaines. Pendant les années 1960, l'objectif d'un agrément décernée par l'American Library Association (ALA) devient capital.
En 1966, le baccalauréat prend la forme d'un programme de deux ans, 
En 1968, l'École de bibliothéconomie prend le statut de département au sein de la faculté des lettres de l'Université de Montréal.
En 1969, l'établissement obtient l'agrément de l'American Library Association (ALA).
En 1970, elle met en place un programme de maîtrise en bibliothéconomie;

### L'École de bibliothéconomie et des sciences de l'information (1984- )
En 1983, le certificat en archivistique s'ajoute au programme.
En 1984, cette unité adopte le nom d'École de bibliothéconomie et des sciences de l'information (EBSI); à cet égard, elle forme des professionnels de l’information et des archivistes.
À partir de 1997, un programme de doctorat est offert.
Depuis 2009 trois niveaux de formations constitue les programmes : le certificat, la maîtrise et le doctorat. Il est possible d'y recevoir un enseignement orienté en bibliothéconomie, en archivistique, en gestion stratégique de l'information, en gestion de l'information électronique ou en gestion de l'information numérique.
En 2016, l'EBSI est admise comme membre des iSchools, un consortium international d'écoles offrant des programmes d'études supérieures en sciences de l'information et dont les activités de recherche sont consacrées à l'avancement de la discipline. Grâce à cette adhésion, l'EBSI se positionne au sein des leaders mondiaux dans le domaine, autant sur le plan de la recherche que de l'enseignement.
En 2017, le D.E.S.S en édition numérique est mis en place.
Elle organise aussi un master conjoint avec la Haute école de gestion de Genève.

## Mission
La mission de l'EBSI telle que décrite sur le site consiste à :
- Former des professionnels et des chercheurs à la gestion de l'information consignée et des connaissances en vue de maximiser leur transfert et leur utilisation dans la société.
- Contribuer à l'avancement des connaissances et des pratiques en gestion de l'information par ses activités de recherche aux plans national et international.

## Directeurs et directrice
- 2018 - : Lyne Da Sylva
- 2010-2018 :  Clément Arsenault
- 2006-2010 : Jean-Michel Salaün
- 2001-2005 : Carol Couture
- 1994-2001 : Gilles Deschatelets
- 1972-1973; 1987-1993; 2005 : Marcel Lajeunesse
- 1970-1972; 1983-1987 : Richard K. Gardner
- 1981-1982 : Suzanne Bertrand-Gastaldy
- 1978-1981 : Daniel Reicher
- 1977-1978 : Yves Courrier
- 1973-1977 : Georges Cartier
- 1965-1967 : Réal Bosa
- 1961-1965; 1967-1970 : Laurent-G. Denis

## Enseignants et enseignants
- Marie-Claire Daveluy
- Jeanne-Marguerite Saint-Pierre

## Diplômés célèbres
- Nicolas Dickner (écrivain)
- Lorrie Jean-Louis (écrivaine, poétesse)